# Samoubojstvo
Samoubojstvo (lat. suicidium, od sui caedere, "ubiti sam sebe") je čin svjesnog i namjernog oduzimanja vlastitog života.
Samoubojstvo se često počini iz očaja, a njegov se uzrok učestalo pripisuje mentalnim poremećajima, kao što su depresija, bipolarni poremećaj, shizofrenija te alkoholizmu ili zlouporabi droga. Vrlo važnu ulogu imaju i čimbenici stresa, kao što su financijske poteškoće ili poteškoće u međuljudskim odnosima. U nastojanju sprječavanja samoubojstva ubrajaju se ograničavanje pristupa vatrenom oružju, liječenje duševnih bolesti i liječenje od zlouporabe droga te poboljšanje gospodarskoga razvoja.
Najčešće se metode počinjenja samoubojstva razlikuju od zemlje do zemlje, a djelomice su povezane i s dostupnošću sredstava. U uobičajene metode spadaju: vješanje, trovanje pesticidima te uporaba vatrenog oružja. Od samoubojstva svake godine umire oko 800 000 do milijun ljudi, stoga je ono 10. po redu uzrok smrtnosti u svijetu. Stope samoubojstva više su u muškaraca nego u žena, a vjerojatnost uspjelog samoubojstva je tri do četiri puta veća kod osoba muškoga spola nego kod osoba ženskoga spola. Broj procijenjenih neuspjelih pokušaja samoubojstva svake godine iznosi 10 do 20 milijuna. Oni su češći među mlađim i ženskim osobama.
Na poglede na samoubojstvo imale su utjecaja opće egzistencijalne teme, kao što su religija, čast te značenje života. Zbog vjerovanja u svetost života abrahamske religije na samoubojstvo tradicionalno gledaju kao na djelo protiv Boga. U samurajsko se doba u Japanu poštovao seppuku kao način iskupljenja za neuspjeh ili kao oblik prosvjeda. U okviru satija, danas zakonom zabranjene hinduističke pogrebne prakse, od udovica se očekivalo da se, bilo dragovoljno ili pod pritiskom obitelji i društva, spale na suprugovoj pogrebnoj lomači.
Samoubojstvo i pokušaj samoubojstva, koji su prije bili zakonski kažnjivi, u većini zapadnih zemalja više to nisu. No, u većini islamskih zemalja ono je još uvijek kazneno djelo. Tijekom 20. i 21. stoljeća samoubojstvo putem samospaljivanja koristilo se kao način prosvjeda, dok su se kamikaze i samoubilački bombaški napadi koristili kao vojna, odnosno teroristička taktika.

## Definicije
Samoubojstvo, poznato i pod nazivom izvršeno samoubojstvo, jest "čin oduzimanja vlastitoga života". Pokušaj samoubojstva ili samoubilačko ponašanje s nesmrtnim posljedicama je samougrožavanje i samoozljeđivanje u želji da se okonča vlastiti život, a koje ne završi smrću. Pomaganje u samoubojstvu jest kad jedna osoba drugoj osobi neizravno pomogne da izazove vlastitu smrt pružanjem bilo savjeta ili sredstva za postizanje toga cilja. Razlikuje se od eutanazije, prilikom koje druga osoba preuzima aktivniju ulogu u izazivanju smrti dotične osobe. Suicidalno razmišljanje je razmišljanje o oduzimanju vlastitoga života.

## Čimbenici rizika
U čimbenike koji utječu na rizik počinjenja samoubojstva ubrajaju se psihijatrijski poremećaji, nedopuštena uporaba droga, psihološka stanja, kulturne, obiteljske i društvene prilike te genetski čimbenici.  Često se istovremeno javljaju duševna bolest i nedopuštena uporaba kemijskih tvari. U ostale čimbenike rizika spadaju prethodni pokušaj samoubojstva, laka dostupnost sredstava za počinjenje toga čina, povijest samoubojstva u obitelji ili traumatska ozljeda mozga. Primjerice, utvrđeno je da su stope samoubojstva u kućanstvima s vatrenim oružjem više nego u onima bez vatrenoga oružja. Do pomisli na samoubojstvo mogu dovesti i društveno-ekonomski čimbenici, kao što su nezaposlenost, siromaštvo, beskućništvo te diskriminacija. Otprilike 15–40% samoubojica ostavlja oproštajnu poruku. Između 38% i 55% samoubilačkih ponašanja može se pripisati genetskoj predispoziciji pojedinca. Ratni veterani pod višim su rizikom samoubojstva djelomice i zbog veće učestalosti psihičkih bolesti i tjelesnih zdravstvenih poteškoća povezanih s ratom.

### Mentalni poremećaji
Mentalni poremećaji često su prisutni u vrijeme samoubojstva, s učestalošću koja se procjenjuje u rasponu od 27 % do više od 90 %. Među osobama primljenima u psihijatrijske ustanove životni rizik za izvršenje samoubojstva iznosi oko 8,6%. Polovina sviju koji umru samoubojstvom mogla bi imati veliki depresivni poremećaj, a taj ili neki drugi poremećaj raspoloženja, kao što je bipolarni poremećaj, povećava rizik samoubojstva 20 puta. U druga stanja koja na to mogu utjecati ubrajaju se shizofrenija (14%), poremećaji ponašanja (14%), bipolarni poremećaj te posttraumatski stresni poremećaj.  Samoubojstvom umire oko 5% svih oboljelih od shizofrenije. Stanja visoka rizika su i poremećaji u prehrani.
Najjasniji je pokazatelj konačnoga izvršenja samoubojstva povijest prethodnih pokušaja njegova počinjenja. Otprilike 20% samoubojica već je imalo prethodne pokušaje samoubojstva, a 1% onih koji su već pokušali počiniti samoubojstvo unutar godinu dana ga i izvrši, dok ih više od 5% samoubojstvo izvrši poslije 10 godina. Premda se samougrožavanje ne smatra pokušajem samoubojstva, prisutnost takva ponašanja povezano je s povećanjem rizika samoubojstva.
U otprilike 80% slučajeva izvršenja samoubojstava dotična je osoba tijekom godinu dana prije svoje smrti posjetila liječnika, a među njima ih je 45% to učinilo tijekom prethodnih mjesec dana. Približno 25–40% osoba koje izvrše samoubojstvo imalo je doticaja s ustanovama za zaštitu mentalnoga zdravlja prethodne godine.

### Ovisnost o alkoholu i psihoaktivnim drogama
Zlouporaba kemijskih tvari drugi je po redu rizik samoubojstva po učestalosti poslije kliničke depresije i bipolarnoga poremećaja. S time su povezani i kronična zlouporaba kemijskih tvari, kao i akutno otrovanje. U kombinaciji s osobnom boli, poput tugovanja, rizik se uvelike povećava. Dodatna zlouporaba kemijskih tvari povezana je poremećajima mentalnoga zdravlja.
Prilikom počinjenja samoubojstva većina je ljudi pod utjecajem sedativno-hipnotičkih lijekova (kao što su alkohol, odnosno benzodiazepini), pri čemu je u 15% do 61% slučajeva prisutan alkoholizam. Države s višim stopama uporabe alkohola i gušćim razmještajem barova obično imaju više stope samoubojstva, što se prvenstveno povezuje s uzimanjem destiliranih žestokih pića, a ne s ukupnom potrošnjom alkohola. Otprilike 2,2–3,4% osoba liječenih od alkoholizma u jednom trenutku života izvrši samoubojstvo. Alkoholičari koji pokušaju počiniti samoubojstvo obično su muškarci starije dobi i to oni koji su se već prije pokušali ubiti.  Samoubojstvo je odgovorno za 3 do 35% smrtnih slučajeva među ovisnicima heroina, što je otprilike 14 puta više nego u osoba koje ga ne konzumirajuaju.
Nedopuštena uporaba kokaina i metamfetamina u veoma je jako povezana sa samoubojstvom. Rizik u osoba koje uzimaju kokain najviši je tijekom faze neuzimanja. Oni koji inhaliraju inhalacijske tvari također su pod značajnim rizikom te ih oko 20% u nekomu trenutku pokuša počiniti samoubojstvo, a 65% o tome razmišlja. S rizikom počinjenja samoubojstva povezuje se i pušenje cigareta. Premda je malo dokaza o razlozima postojanja te veze, postoji hipoteza da osobe sklone pušenju imaju predispoziciju za samoubojstvo, da pušenje izaziva zdravstvene poteškoće koje, pak, dovode do želje da si ljudi okončaju život te da pušenje utječe na kemijske procese u mozgu koji izazivaju sklonost počinjenju samoubojstva. Međutim, čini se da sama marihuana ne povećava taj rizik.

### Problemi s kockanjem
Problemi s kockanjem povezani su s povećanjem pomišljaja na samoubojstvo i pokušaja njegova počinjenja u odnosu na opću populaciju. Samoubojstvo pokuša počiniti između 12 i 24% patoloških kockara, a stopa samoubojstva među njihovim suprugama i partnericama tri puta je veća nego u općoj populaciji. Među druge čimbenike koji povećavaju rizik u osoba koje imaju problema s kockanjem ubrajaju se duševne bolesti, alkohol i zlouporaba droga.

### Bolesti
Postoji veza između sklonosti samoubojstvu i poteškoćama s tjelesnim zdravljem, u koje između ostalih spadaju: kronična bol, traumatska ozljeda mozga, rak, ovisnost osoba o hemodijalizi, HIV i sistemski eritemski lupus. Dijagnoza raka udvostručuje rizik samoubojstva. Prevalencija povećane sklonosti samoubojstvu zadržava se i nakon statističkog usklađivanja zbog depresivnih bolesti i zlouporabe alkohola. Taj je rizik osobito visok kod ljudi s više zdravstvenih poteškoća.
Čimbenici su rizika depresije i samoubojstva i poremećaji sna i spavanja, kao što je nesanica i noćni apnejički sindrom. U nekim slučajevima poremećaji sna i spavanja mogu biti čimbenik rizika neovisno o depresiji. Brojna druga zdravstvena stanja, također mogu dovesti do simptoma sličnih poremećajima raspoloženja uključujući: hipotireoidizam, Alzheimerovu bolest, tumor mozga, sistemski eritemski lupus te nepovoljan učinak brojnih lijekova (kao što su beta blokatori i steroidi).

### Psihosocijalna stanja
Više je psihosocijalnih stanja koja povećavanju rizik samoubojstva, uključujući: beznadnost, gubitak uživanja u životu, depresiju te tjeskobnost. Slaba sposobnost rješavanja problema, gubitak sposobnosti koje je osoba posjedovala i slab nadzor nad nagonima također imaju ulogu u povećavanju rizika. Kod starijih odraslih osoba veliku važnost igra osjećaj da su drugima na teret.
Rizik se povećava zbog nedavnih stresova u životu, kao što su gubitak člana obitelji ili prijatelja, odnosno društvena izolacija (primjerice, kad osoba živi sama), a također su pod povećanim rizikom i osobe koje nikad nisu stupile u brak. Religioznost osobe može smanjiti rizik samoubojstva, što se pripisuje negativnomu stavu mnogih religija prema samoubojstvu te većoj povezanosti koju vjera može pružiti. Čini se da među vjernicima najnižu stopu samoubojstva imaju muslimani.
Neke osobe mogu počiniti samoubojstvo kako bi pobjegle od nasilništva ili predrasuda. Među čimbenicima rizika su i povijest spolnoga zlostavljanja u djetinjstvu, te razdoblje provedeno u udomiteljskoj skrbi. Smatra se da na slučajeve spolnog zlostavljanja otpada oko 20% ukupnoga rizika.
Objašnjenje samoubojstva koje nudi evolucijska psihologija govori da ono može povećati inkluzivnu prilagođenost, što bi se dogodilo u slučaju da osoba koja počini samoubojstvo više ne može imati djece, a ostankom na životu oduzima sredstva preživljavanja rođacima. Prigovor ovoj hipotezi je da se smrću zdravih odraslih osoba vjerojatno ne povećava inkluzivna prilagođenost. Prilagodba na vrlo različito okruženje predaka u sadašnjem okruženju može dati lošu prilagodljivost.
Siromaštvo je usko povezano s rizikom samoubojstva, koje se dodatno povećava sa siromašenjem osobe u odnosu na one koje ju okružuju. Više od 200 000 seljaka u Indiji od 1997. godine naovamo počinilo je samoubojstvo, djelomice zbog problema s otplatom dugova. Smatra se da je u Kini vjerojatnost samoubojstva u seoskim područjima tri puta veća nego u gradskima djelomice i zbog financijskih poteškoća u tom dijelu zemlje.

### Masmediji
Važnu ulogu u stopama samoubojstva igraju masmediji, uključujući internet. Način prikazivanja samoubojstva može imati negativan učinak na rizične osobe, a najveći je utjecaj velikoga broja i učestalosti prikaza u kojima se samoubojstvo veliča i romantizira. Kad se daje detaljan opis načina počinjenja samoubojstva nekim određenim sredstvom, rizik počinjenja samoubojstva tom metodom u ukupnoj se populaciji može povećati.
Okidač za širenje "mode" samoubojstva ili imitacijsko samoubojstvo poznat je pod nazivom Wertherov sindrom, po imenu glavnoga lika Goetheova romana  "Patnje mladog Werthera" koji je počinio samoubojstvo. Taj je rizik veći među adolescentima koji možda romantiziraju samu smrt. Premda se čini da mediji koji prenose vijesti imaju značajan utjecaj, nejasan je utjecaj zabavnih medija. Suprotan je Wertherovu sindromu takozvani Papagenov sindrom, u kojemu prikazivanje djelotvornih imitacijskih mehanizama ima zaštitan učinak. Taj se izraz temelji na liku iz opere „Čarobna frula“ Wolfganga Amadeusa Mozarta koji se u strahu od gubitka voljene osobe namjeravao ubiti dok mu u pomoć nisu pritekli prijatelji. Kad mediji slijede odgovarajuće smjernice izvještavanja, rizik samoubojstva može se smanjiti, no medijima se na to teško obvezati, osobito dugoročno.

### Racionalno samoubojstvo
Racionalno samoubojstvo razložno je oduzimanje vlastitoga života, premda neki smatraju da samoubojstvo nikada nije logično. Čin oduzimanja vlastitoga života radi koristi drugih osoba poznat je pod nazivom altruističko samoubojstvo. Primjer je toga kada starija osoba okonča vlastiti život kako bi mlađima u zajednici ostavila više hrane. U nekim se eskimskim kulturama na to gleda kao na čin poštovanja, hrabrosti i mudrosti.
Samoubilački napad politički je čin u kojemu napadač nad drugima počinjava nasilje za koje zna da će prouzročiti i njegovu vlastitu smrt. Neki bombaši samoubojice ovakve napade čine i s ciljem postizanja mučeništva, dok su se samoubilačke misije kamikaza izvršavale iz dužnosti prema višemu cilju ili iz moralne obveze. Ubojstvo i samoubojstvo počinjenje je ubojstva kojemu u roku tjedan dana slijedi samoubojstvo osobe koja je izvršila taj čin. Masovna samoubojstva često se počinjavaju pod pritiskom vršnjaka, pri čemu članovi vlastitu samostalnost predaju vođi. Masovno samoubojstvo događa se već i u slučaju dviju osoba koje zajedno skončaju život, a tada se često naziva samoubilački pakt.
U olakotnim okolnostima, u kojima bi nastavak života bio nepodnošljiv, neki se ljudi samoubojstvom služe kao načinom bijega. Poznato je da su se neki zatvorenici nacističkih koncentracijskih logora ubili namjerno dotičući električne ograde.

## Načini počinjenja samoubojstva
Glavni način počinjenja samoubojstva razlikuje se od zemlje do zemlje. Najčešći načini u većini zemalja su vješanje, trovanje pesticidima i uporaba vatrenog oružja. Razlog ovih razlika u načinu počinjenja samoubojstva je razlika u dostupnosti sredstava od zemlje do zemlje. Studija provedena u 56 zemalja svijeta dokazala je da je vješanje najčešći način samoubojstva, na što otpada 53% muških samoubojstva I 36% ženskih.
Oko 30% svih samoubojstava u svijetu desi se namjernim trovanjem pesticidima, ali se učestalost korištenja ove metode bitno razlikuje, od samo 4% slučajeva u Europi do više od 50% u pacifičkoj regiji. Ovo je vrlo čest način počinjenja i u Južnoj Americi zbog velike dostupnosti među seoskim stanovništvom. U mnogim zemljama počinjenje samoubojstva predoziranjem psihoaktivnim drogama izabire 60% ženske populacije I 30% muške. Mnogi od ovih slučajeva dese se neplanirano u razdobljima povremenog korištenja droga, pogotovo pri pokušajima prestanka korištenja. Stopa smrtnosti razlikuje se ovisno o metodi: 80-90% vatrenim oružjem, 65-80% utapanjem, 60-85% vješanjem, 40-60% inhalacijom ispušnih plinova automobila, 35-60% skokom s visine, 40-50% trovanjem dimom zbog namjernog paljenja ugljena u zatvorenoj prostoriji, 6-75% trovanjem pesticidima, 1.5-4% predoziranjem lijekovima. Učestalost metoda je različita kod slučajeva pokušaja samoubojstva od slučajeva uspješno počinjenih samoubojstava s više od 85% pokušaja u razvijenom svijetu putem predoziranja drogama.
U SAD-u se 57% samoubojstava počini uporabom vatrenog oružja, a ovaj je način puno više korišten od strane muškaraca nego u žena. Sljedeća metoda po učestalosti je vješanje kod muškaraca i trovanje kod žena. Ova dva načina samoubojstva zajedno obuhvaćaju 40% svih slučajeva. U Švicarkoj, gdje gotovo svaka odrasla osoba posjeduje vatreno oružje, najučestalija metoda samoubojstva je ipak vješanjem. Skok s velike visine je vrlo čest način u Hong Kongu i Singapuru, s učeštalošću od 50% i 80%. U Kini je namjerno trovanje pesticidima najčešći uzrok samoubojstva. U Japanu je ritualno prerezanje trbuha poznato kao seppuku ili hara-kiri još uvijek prisutno iako vrlo rijetko, najčešći način ipak ostaje vješanje.

## Patofiziologija
Ne postoji jedinstveni osnovni patofiziološki mehanizam koji izaziva samoubojstvo ili depresiju. Pretpostavlja se, međutim, da su isti posljedica međudjelovanja bihevioralnih, socijalnih i okolišnih i psihijatrijskih čimbenika.
Niska razina brain-derived neurotrophic factora (BDNF) povezana je sa samoubojstvom, a ima ulogu i u depresiji, posttraumatskom stresnom poremećaju, shizofreniji i opsesivno kompulsivnom poremećaju. Obdukcije su dokazale smanjene razine BDNF u hipokampusu i prefrontalnoj kori u slučajevima s ili bez psihijatrijskih poremećaja. Pretpostavlja se da je razina serotonina, jedne vrste moždanog neurotransmitera, niska u osoba koje počine samoubojstvo. Ova je teorija djelomično potkrijepljena činjenicom da su kod slučajeva počinjenog samoubojstva u mozgu pronađene povećane razine 5-HT2A receptora (serotoninskog receptora). Još jedna činjenica koja potkrijepljuje ovu teoriju su snižene razine 5-hidroksilindoloctene kiseline, produkta razgradnje serotonina, u cerebrospinalnoj tekućini. Do izravnih dokaza je, međutim, vrlo teško doći. Pretpostavlja se da određenu ulogu u razumijevanju mehanizama samoubojstva ima i epigenetika, process promjena ekspresije pojedinih gena kao odgovor na okolišne čimbenike.

## Prevencija
Prevencija samoubojstva je pojam koji se odnosi za sve mjere koje imaju za cilj smanjenje učestalosti samoubojstva. Neke su mjere materijalne prirode, kao npr. postavljanje arhitektonskih barijera na mostove i postaje podzemne željeznice, dok su druge zakonske, kao ograničenje pristupa vatrenom oružju ili otrovnim tvarima. Terapija protiv ovisnosti o drogama i alkoholu, kao i liječenje depresije pokazale su se vrlo učinkovitim metodama. Neki su stručnjaci kao mjeru prevencije predložili ograničenje pristupa alkoholnim pićima, kao na primjer ograničenje broja gostiona i noćnih lokala. Kao način prevencije samoubojstva postoje i telefonske linije povezane s kriznim centrima, ali postoji premalo dokaza da bi se potvrdila ili odbacila njihova učinkovitost. Čini se da kognitivno bihevioralna terapija smanjuje učestalost samoubojstva kod mlađih odraslih osoba koje su nedavno razmišljale o samoubojstvu. Gospodarski rast i smanjenje siromaštva smanjuju stope samoubojstva u društvu, a učinkovitim su se pokazale i metode povećanja socijalizacije i smanjenja općeg osjećaja usamljenosti kod starijih osoba.

### Probir
Postoji vrlo malo podataka o učincima probira na općoj populaciji na stope samoubojstva. Pošto je veliki broj ljudi u populaciji pozitivan na probir, a bez rizika za samoubojstvo, postoji zabrinutost da ovakvi testovi mogu bezrazložno smanjiti materijalne i vremenske resurse institucija za mentalno zdravlje. Stručna procjena osoba visokog rizika je ipak preporučena. Izravno pitanje o samoubojstvu ne povećava rizik od samog samoubojstva.

### Duševne bolesti
Psihijatrijske terapije mogu smanjiti rizik od samoubojstva kod osoba koje pate od duševnih bolesti. Pacijenti koji imaju aktivnu sklonost samoubojstvu mogu pristupiti pshijatrijskom liječenju dobrovoljno, ali i protiv svoje volje. Predmeti koji se mogu mogu koristiti za samoozlijeđivanje moraju biti oduzeti. Neki liječnici daju na potpis pacijentima ugovor kojim se pacijenti obvezuju da neće počiniti samoubojstvo u slučaju odlaska iz ustanove za kućnu njegu., ali dokazi ne potvrđuju da postoji bitan učinak kod ovakve prakse. Kod pacijenata s graničnim poremećajem ličnosti koji imaju stalne samoubilačke porive, kratkotrajna hospitalizacija se nije pokazala učinkovitijom od kućne njege.
Postoje dokazi da psihoterapija, točnije dijalektička bihevioralna terapija smanjuje stopu pokušaja samoubojstva u adolescenata, kao i kod pacijenata s graničnim poremećajem ličnosti. Stopa uspješno izvedenih samoubojstva se ovim terapijama ipak nije smanjila.
Postoje kontroverze oko pozitivnih učinaka antidepresiva u odnosu na njihove nuspojave. Nova generacija antidepresiva kao npr. selektivni inhibitori ponovne pohrane serotonina (SSRI) mogu povećati stopu samoubojstva s 25 slučajeva na 1000 na 40 slučajeva na tisuću. Kod starijih pak osoba ovi antidepresivi mogu umanjiti rizik. Litij je učinkovit u smanjenju rizika samoubojstva kod pacijenata s bipolarnim poremećajem i klasičnom depresijom do gotovo jednakih razina kao u općoj populaciji.

## Zablude o samoubojstvu
- Osobe koje pričaju o samoubojstvu neće ga i počiniti.

Osobe koje pokušaju, ili počine samoubojstvo prethodno jasno pričaju o tome, ili iskazuju želju da budu mrtve i pričaju o smrti.
- Samoubojstvo se događa iznenada i bez najave.

Suicidalne osobe obično daju jasne znakove o svojim namjerama, ali nažalost ostaju neprepoznati.
- Većina osoba sklonih samoubojstvu je psihički bolesna.

Iako su suicidalne osobe duboko nesretne i trpe neizdrživu patnju, nisu nužno i psihički bolesne.
- Samoubojstvo je uglavnom karakteristično za bogatije ili siromašne.

Samoubojstvo je zastupljeno proporcionalno, unutar svih razina i skupina zajednice.
- Suicidalne osobe bez dvoumljenja žele umrijeti.

Većina suicidalnih osoba je neodlučna hoće li nastaviti živjeti ili ne (što prevenciju čini mogućom) i zapravo potajno žele da ih se "spasi".
- Razgovaranje o samoubojstvu potiče na njegovo izvršenje.

Potpuno suprotno. Razgovor o samoubojstvu znači brigu za probleme određenog pojedinca, pokušaj pružanja pomoći i uklanjanje suicidalnih misli.
- Neuspjeli pokušaj samoubojstva ne treba uzimati za ozbiljno.

Četiri od pet osoba pokušalo je samoubojstvo bar jednom prije toga. Neuspjeli pokušaj samoubojstva treba uzeti vrlo ozbiljno i takvoj osobi treba pružiti pomoć, jer takve osobe najčešće pokušavaju dok ne uspiju.
- Kada mlada osoba priča o tome kako će se ubiti to zapravo znači da samo želi privući pozornost.

To je poziv za pomoć koju treba pružiti mladoj osobi (osobito tinejdžeru).
- Kada mlada osoba izvrši samoubojstvo to je obično plod impulzivnog ponašanja.

Za većinu mladih ljudi koji su pokušali ili izvršili samoubojstvo utvrđeno je kako su duže vrijeme razmišljali o tome i u svojim razgovorima spominjali moguće načine samoubojstva.

## Epidemiologija
| ██ nepoznato ██ <3 ██ 3–6 ██ 6–9 ██ 9–12 ██ 12–15 ██ 15–18 | ██ 18–21 ██ 21–24 ██ 24–27 ██ 27–30 ██ 30–33 ██ >33 |

Otprilike 0.5% do 1.4% ljudi u svijetu umre zato što počini samoubojstvo. Prema statističkim podatcima iz 2008. i 2009. samoubojstvo je deseti uzrok smrti u svijetu s 800 000 do jedan milijun žrtava godišnje, tj. sa stopom smrtnosti od 11,6 osoba na 100 000 ljudi godišnje. Stope samoubojstva porasle su za 60% od 1960-ih do danas, u najvećoj mjeri u zemljama u razvoju. Podatci ukazuju na to da na svako počinjeno samoubojstvo postoji oko 10 do 40 pokušaja samoubojstva.
Stope samoubojstva bitno se razlikuju između različitih država i kroz vrijeme. Postotci smrti po kontinentima u 2008. jesu: Afrika 0.5%, Jugoistočna Azija 1.9%, Amerike 1.2% i Europa 1.4%. Stope na 100 000 stanovnika su: Australija 8.6, Kanada 11.1, Kina 12.7, Indija 23.2, Ujedinjeno Kraljevstvo 7.6, SAD 11.4. Po podatcima iz 2009. godine, samoubojstvo je godine deseti uzrok smrti u SAD-u, s 36 000 slučajeva godišnje. Oko 650 000 pacijenata godišnje u SAD-u bude dovedeno na odjele hitne pomoći radi pokušaja samoubojstva. Zemlje koje imaju najveće stope samoubojstva su Litva, Japan i Mađarska, dok su Kina i Indija zemlje koje imaju najveći apsolutni broj ljudi koji počine samoubojstvo, obuhvaćajući zajedno polovicu slučajeva u svijetu. Samoubojstvo je u Kini peti vodeći uzrok smrti.

### Spol
| Stopa samoubojstva na 100 000 muškaraca (lijevo) i žena (desno) (podatci iz 1978. – 2008.). ██ bez podataka ██ < 1 ██ 1–5 ██ 5–5.8 ██ 5.8–8.5 ██ 8.5–12 ██ 12–19 ██ 19–22.5 ██ 22.5–26 ██ 26–29.5 ██ 29.5–33 ██ 33–36.5 ██ >36.5                |                                          | Stopa samoubojstva na 100 000 muškaraca (lijevo) i žena (desno) (podatci iz 1978. – 2008.). ██ bez podataka ██ < 1 ██ 1–5 ██ 5–5.8 ██ 5.8–8.5 ██ 8.5–12 ██ 12–19 ██ 19–22.5 ██ 22.5–26 ██ 26–29.5 ██ 29.5–33 ██ 33–36.5 ██ >36.5 |          |
| Stopa samoubojstva na 100 000 muškaraca (lijevo) i žena (desno) (podatci iz 1978. – 2008.). \| ██ bez podataka ██ < 1 ██ 1–5 ██ 5–5.8 \| ██ 5.8–8.5 ██ 8.5–12 ██ 12–19 ██ 19–22.5 \| ██ 22.5–26 ██ 26–29.5 ██ 29.5–33 ██ 33–36.5 \| ██ >36.5 \| |                                          | |          |
| ██ bez podataka ██ < 1 ██ 1–5 ██ 5–5.8 | ██ 5.8–8.5 ██ 8.5–12 ██ 12–19 ██ 19–22.5 | ██ 22.5–26 ██ 26–29.5 ██ 29.5–33 ██ 33–36.5 | ██ >36.5 |

U zemljama zapadnog svijeta, muškarci umiru tri do četiri puta češće od samoubojstva od žena, iako žene pokušaju samoubojstvo četiri puta češće od muškaraca. Uzrok tome je da muškarci koriste puno ubojitije metode za okončanje života od žena. Ove su razlike još više izražene kod ljudi iznad 65 godina starosti, s deset puta višom stopom samoubojstva u muškaraca u odnosu na žene. Kina ima najveću stopu samoubojstva među ženama i jedina je zemlja u kojoj žene češće počine samoubojstvo od muškaraca (odnos 0.9). U zemljama istočnog Sredozemlja stope samoubojstva su podjednake između žena i muškaraca.

### Dob
U većini zemalja svijeta, stope samoubojstva su najviše u osoba srednje dobi ili starijih osoba. Apsolutni broj samoubojstva je ipak najviši u dobnoj skupini od 15 do 29 godina zbog velikog broja ljudi ove dobi u svijetu. U Sjedinjenim Američkim Državama, broj samoubojstva je najveći kod ljudi bijele rase iznad 80 godina, iako sve veći broj mlađih ljudi pokušava samoubojstvo. Samoubojstvo je drugi najčešći uzrok smrti u adolescenata i mladih odraslih ljudi nakon smrti u nesrećama. Ovo je uzrok 30% svih smrtnih slučajeva među mladim muškarcima u razvijenom svijetu. Stope samoubojstva među mladima su slične i u zemljama u razvoju, ali je razmjer drukčiji radi veće stope smrtnosti izazvanih drugim vrstama traume. Za razliku od drugih dijelova svijeta, stopa smrtnosti od samoubojstva je u jugoistočnoj Aziji viša u mladih žena u odnosu na mlade muškarce.

## Povijest
U staroj Grčkoj, osoba koja je počinila samoubojstvo bez dopuštenja države gubila je pravo na pokop s počastima. Počinitelja samoubojstva smjelo se pokopati izvan grada, bez počasti i bez nadgobnog spomenika ili drugih oznaka. U staroj Grčkoj i starom Rimu samoubojstvo se smatralo prihvatljivim kao način obrane časti nakon vojnog poraza. Vlasti Rimskog Carstva su u početku dopuštale samoubojstvo, ali se ono kasnije smatralo kaznenim djelom protiv države zbog gospodarskog gubitka kojeg je država trpila. Kazneni zakon iz 1670. izdan od strane francuskog kralja Luja XIV bio je puno oštriji u načinu kažnjavanja: tijelo samoubojice je moralo biti povlačeno ulicama licem okrenuto nadolje i potom obješeno ili bačeno na smetlište. Povrh toga, država je imala pravo zaplijeniti svu imovinu samoubojice. Katolička Crkva se oduvijek protivila samoubojstvu, te su samoubojice kroz povijest u pravilu bili ekskomunicirani i pokapani izvan posvećenih groblja. U Velikoj Britaniji 19. stoljeća pokušaj samoubojstva se poistovjećivao s pokušajem ubojstva i mogla se izreći i smrtna kazna vješanjem. Tijekom 19. stoljeća u Europi se postupno promijenio stav prema samoubojstvu. Ono se više nije doživljavalo kao posljedica grijeha već kao posljedica gubitka razuma.

## Društvo i kultura

### Zakonodavstvo
Samoubojstvo više nije kazneno djelo u većini zemalja zapadne civilizacije, iako je to bilo i u zapadnoj Europi i na Bliskom istoku do 1800-ih godina. Mnoge islamske zemlje smatraju ga još uvijek kaznenim djelom.
Samoubojstvo nije kazneno djelo u Australiji, ali je kazneno djelo savjetovanje, nagovaranje, pomaganje ili poticanje u bilo kojem obliku na samoubojstvo i zakon dopušta bilo kojoj osobi da primijeni i fizičku silu kako bi se spriječilo osobu da sebi oduzme život. Na Sjevernom teritoriju Australije je vrlo kratko zakonski bilo dozvoljeno liječničiki potpomognuto samoubojstvo od 1996. do 1997.
Ni jedna europska država trenutno ne smatra samoubojstvo kaznenim djelom. Engleska i Wales su dekriminalizirali samoubojstvo pravnim dokumentom Suicide Act 1961, a Irska je to učinila tek 1993. Pojam "počiniti" se uglavnom koristi za protuzakonito djelovanje, stoga su mnoge udruge prestale koristiti ovaj pojam zbog svojih negativnih konotacija.
Samoubojstvo je protuzakonito u Indiji i obitelj samoubojice može imati pravne posljedice. U Njemačkoj aktivna je eutanazija protuzakonita i svatko tko je prisutan tijekom samoubojstva može biti optužen za nepružanje pomoći osobi u životnoj opasnosti. Švicarska je u zadnje vrijeme poduzela pravne koraka ka legalizaciji potpomognutog samoubojstva za oboljele od kroničnih duševnih bolesti. Visoki sud u Lozanni je 2006. godine dao pravo na oduzimanje života jednom dugogodišnjem duševnom bolesniku.
U Sjedinjenim Američkim Državama samoubojstvo nije protuzakonito, ali se mogu izreći sankcije osobama koje su ga pokušale. Liječnički potpomognuto samoubojstvo je zakonski dopušteno u državama Oregonu i Washingtonu.
U Republici Hrvatskoj samoubojstvo (i pokušaj istog) nije kažnjivo, ali kažnjivo je sudjelovanje u istom. Članak 114. Kaznenog zakona Republike Hrvatske propisuje da onaj tko navede drugoga na samoubojstvo ili mu iz niskih pobuda pomogne u samoubojstvu pa ono bude počinjeno ili pokušano, kaznit će se kaznom zatvora do tri godine. Tko isto ovo djelo počini u odnosu na dijete koje je navršilo četrnaest godina ili osobu čija je sposobnost shvaćanja svog postupanja bitno smanjena, kaznit će se kaznom zatvora od jedne do osam godina.

### Stav religija
U gotovo svim ograncima kršćanstva, samoubojstvo se smatra grijehom na temelju pisanih dijela utjecajnih kršćanskih srednjovjekovnih filozofa kao sv. Augustina i Sv. Tome Akvinskog. Samoubojstvo se međutim ne smatra grijehom u bizantinskom Justinijanovom kodu. Samoubojstvo je grijeh po katoličkom učenju na temelju deset Božjih zapovjedi ("Ne smiješ ubiti"), po principu da je život Božji dar koji ne smije biti odbijen, što se protivi "naravnom zakonu" i stoga što ometa Božiji plan. Vjeruje se, međutim, da duševna bolest ili veliki strah od patnje smanjuju odgovornost pojedinca koji počini samoubojstvo. Protuargumenti ovim stavovima su da se šesta Božja zapovjed (“Ne smiješ ubiti”) ne odnosi na ubojstvo samoga sebe, da je Bog dao ljudima slobodnu volju, da se oduzimanje vlastitog života ne kosi s Božjim zakonom više od liječenja bolesti i da su u Bibliji više puta opisana samoubojstva vjernika i iskrenih Božijih sljedbenika bez da su isti posebno osuđivani.
Judaizam se usredotočuje na važnost vrednovanja života, a samoubojstvo je kao takvo nijekanje Božje dobrote. Usprkos tome, poznato je da su Židovi u ekstremnim situacijama počinili samoubojstvo ili čak i masovno samoubojstvo, ako je to bilo potrebno da se ne bi izdala vlastita vjera (npr. Masada, prvi progon Židova u Francuskoj ili dvorac York).  Ovi su činovi izazvali proturječne reakcije od strane židovskih vlasti, kod nekih je to primjer herojskog mučeništva, dok drugi smatraju da je pogrešno oduzeti si vlastiti život u nadi da se postane mučenikom.
Samoubojstvo nije dozvoljeno u islamu. U hinduizmu se samoubojstvo općenito smatra pojavom za svaku osudu, a u suvremenom se hinduističkom društvu smatra jednako griješnim kao i ubojstvo. U hinduističkim spisima piše da osoba koja počini samoubojstvo postaje dijelom svijeta duhova, te će besciljno lutati svijetom toliko dugo, koliko bi bio njen životni vijek da nije počinila samoubojstvo. Hinduizam, međutim, prihvaća pravo osobe da skonča vlastiti život nenasilnim putem odbijanja hrane. Ovaj način samoubojstva poznat je kao Prayopavesa, ali ona je ograničena na osobe kojima nije ostalo više ambicije ni želje za životom, kao ni obveza prema drugim osobama. U džainizmu postoji sličan običaj nazvan Santhara.

### Filozofski stavovi
U filozofiji se analiziralo mnoštvo aspekata samoubojstva, od pitanja što se sve podrazumijeva pod samoubojstvom, je li samoubojstvo racionalna odluka ili nije, do toga je li samoubojstvo moralno dopušteno. Filozofski argumenti koji su izneseni oko pitanja je li samoubojstvo moralni čin variraju od čvrstog protivljenja (samoubojstvo kao nemoralno i neetično) do stava da je samoubojstvo apsolutno pravo svakog pojedinca (čak i mlade i zdrave osobe) koji razumom i savješću dođe do odluke da skonča vlastiti život.
Protivnici samoubojstva su svakako kršćanski filozofi kao sveti Augustin i sveti Toma Akvinski, Immanuel Kant i nedvojbeno John Stuart Mill. Mill se posebno usredotočio na pitanja slobode i neovisnosti, te odbacuje bilo koji čin koji sprječava osobu da čini slobodne i neovisne odluke u budućnosti. Drugi pak vide samoubojstvo kao čin slobodne odluke. Pobornici ovog prava tvrde da nitko ne smije biti prisiljen na patnju protiv vlastite volje, posebno kod situacija kod kojih ne postoji mogućnost poboljšanja, kao npr. kod neizlječivih i duševnih bolesti ili starosti. Oni odbijaju stav da je samoubojstvo uvijek iracionalni čin i tvrde da to može biti legitimno konačno rješenje kod osoba koji pate jake bolove i doživljavaju jaku patnju. Čvršći oblik ovog stava je da je osobi dopušteno da slobodno i neovisno izabere umrijeti, neovisno o prisutnosti i razini boli i patnje. Poznati filozofi koji promiču ovaj stav su David Hume i bioetičar Jacob Appel.

### Promicanje samoubojstva
Promicanje samoubojstva bilo je prisutno u mnogim kulturama i supkulturama. Japanska vojska je tijekom Drugog svjetskog rata ohrabrivala i slavila napade kamikaza, samobubilačkih napada japanskih pilota na savezničko vojno brodovlje u posljednjim fazama rata na Pacifiku. Cijelo japansko društvo onog doba bilo je uglavnom tolerantno prema samoubojstvu.
U slučaju traženja informacija o samoubojstvu putem internetskim tražilicama u 10 do 30% slučajeva nalaze stranice koje potiču ili daju savjete o samoubojstvu. To izaziva zabrinutost da bi takve stranice mogle ohrabriti osobe koje su na granici da to učine. Postoje slučajevi sklapanja pakta samoubojstva na internetu, dogovora o simultanom počinjenju samoubojstva među osobama koje se osobno poznaju, ali češće među osobama koje su se upoznale u sobama za chat ili internetskim forumima. Internet, međutim, može biti i učinkovito sredstvo sprječavanja samoubojstva, na kojem usamljene osobe mogu pronaći grupe za pomoć, podršku i druženje.

### Poznata mjesta
Postoje određena mjesta u svijetu, koja su postala poznata po velikom broju osoba koja su ih izabrala kao mjesto počinjenja samoubojstva. Najpoznatiji su most Golden Gate u San Franciscu, šuma Aokigahara u Japanu, Beachy Head u Engleskoj, i vijadukt Bloor Street u Torontu.
Do 2010. godine, most Golden Gate mjesto je gdje je počinjeno najviše samoubojstva na svijetu, s više od 1300 slučajeva od kraja njegove izgradnje 1937. godine. Na mnogim su mjestima koji su poznati po slučajevima samoubojstva izgrađene fizičke prepreke koje ih sprječavaju. Neka poznata mjesta su Luminous Veil u Torontu, zaštitne ograde na Eiffelovom tornju u Parizu i Empire State Buildingu u New Yorku, a od 2011., ograde su postavljene i na mostu Golden Gate. Ova se preventivna mjera pokazala vrlo učinkovitom.

## Samoubojstvo u životinja
Pošto se općenito smatra da samoubojstvo predviđa svjesnu, namjernu odluku o okončanju života, pretpostavljalo se da se ono ne može desiti među životinjama i drugim organizmima. Samoubilačko je ponašanje zabilježeno kod salmonelle koja izaziva reakciju imunološkog sustava na jednom području kako bi izazvala uništenje i konkurentnih bakterija. Opisana je pojava samoubilačke obrane kod radilica brazilskog mrava Forelius pusillus, koji se izdvoje u manju skupinu i svaku večer zapečate ulaz u gnijezdo izvana.
Biljna uš Acyrthosiphon pisum u slučaju napada svog prirodnog neprijatelja bubemare ima mogućnost samoubilačke obrane putem eksplozije vlastitog tijela, koja je u stanju teško ozlijediti ili čak ubiti bubamaru. Kod nekih vrsta termita postoje vojnici koji mogu eksplodirati i tako prekriti neprijatelje ljepljivim sadržajem.
Ima priča na razini anegdota o psima, konjima i delfinima koji su počinili samoubojstvo, iako za to ne postoje pouzdani dokazi. Postoji vrlo malo znanstvenih studija o samoubojstvu kod životinja.

## Poznati slučajevi
Jedan od poznatijih slučajeva je masovno samoubojstvo „kulta iz Jamestowna“ 1978. godine, kad se 918 pripadnika američkog kulta "Hram naroda", pod vodstvom religioznog vođe Jima Jonesa, namjerno otrovalo osvježavajućim pićem pomiješanim kalijevim cijanidom. Više od 10 000 civila počinilo je samoubojstvo u zadnjim danima bitke za Saipan 1944. godine, mnogi od njih skačući s visokih stijena u more.
Drugi poznati primjer je štrajk glađu u Irskoj iz 1981. kojeg je predvodio Bobby Sands, pri kojem je umrlo 10 osoba. U izvješću sudskog vještaka pisalo je da je smrt nastupila „samonametnutim izgladnjivanjem“. Kasniji izvještaj o smrti izmijenjen je nakon prosvjeda obitelji mrtvih, te je u njemu kao razlog smrti navedeno samo „smrt glađu“. Za vrijeme Drugog svjetskog rata Erwin Rommel optužen je da je znao za tzv. srpanjsku urotu protiv Hitlera. Pod prijetnjom javnog suđenja i likvidacije obitelji, pružena mu je prilika da počini samoubojstvo trovanjem cijanidom što je on i učinio.

## Vanjske poveznice
- Problem samoubojstva na Medicini.hr  Arhivirana inačica izvorne stranice od 11. travnja 2006. (Wayback Machine), pristupljeno 04. kolovoza 2013.
- Sv. Ivan Marija Vianney o samoubojstvu